# Florim (moeda)

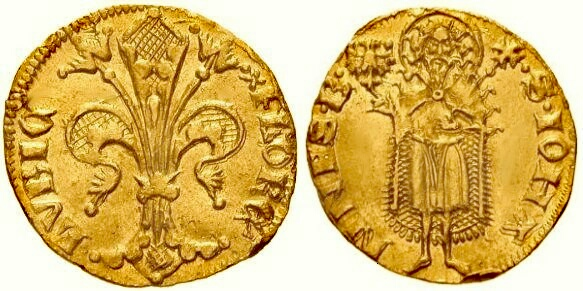
Florim de Florença (1341)

Florim (do italiano fiorino) é um termo genérico para designar a moeda de ouro, que ficou conhecida em neerlandês e alemão como gulden, originalmente (em alto-alemão médio) guldin pfenninc, que significa "centavo de ouro". Este foi o termo que se tornou corrente no sul e ocidente do Sacro Império Romano-Germânico para o "fiorino d'oro" (introduzido em 1252), cujo símbolo é ƒ ou ƒl.

## Etimologia
O termo florim deriva do italiano fiorino, que significa "pequena flor", em referência à flor-de-lis, cunhada na moeda. Portanto, "fiorino d'oro" significa "florzinha de ouro".
O termo gulden foi utilizado no Sacro Império entre os séculos XIV e XV, em referência genérica às moedas de ouro. 

## Versões anteriores
A moeda tornou-se mais padronizada com a reforma imperial de 1559. No início da Era Moderna, o valor de um florim foi expresso de forma normatizada (Rechnungsgulden) e, em alguns casos, moedas de prata foram cunhadas, de forma a ter o valor correspondente a um florim.
O florim renano foi emitido por Tréveris, Colônia e Mogúncia, nos séculos XIV e XV. 
A Basileia cunhou seu próprio Apfelgulden entre 1429 e 1509. Berna e Soleura acompanharam, nos anos de 1480, Friburgo, em 1509 e Zurique, em 1510, e outras cidades no século XVII, resultando em um fragmentado sistema de moedas locais no início da Era Moderna suíça.

## Moedas modernas
Com moedas cada vez mais padronizadas no início da Era Moderna, "florim" tornou-se um termo para várias moedas do início e ao longo da Era Moderna, desvinculado das atuais moedas de ouro, nos séculos XVII e XVIII.
O florim das Índias Neerlandesas foi introduzido em 1602, no início da Companhia Neerlandesa das Índias Orientais.
O florim neerlandês surgiu em 1680, como uma moeda de prata pesando 10,61 gramas, cunhado pelos Estados da Holanda e Frísia Ocidental.
O florim da Guiana Britânica esteve em uso na Guiana Britânica, de 1796 a 1839.
Em 1753, a Baviera e o Império Austríaco concordaram em usar as mesmas convenções. O resultado foi o florim do Império Austríaco e o florim da Baviera.
O florim de Danzigue foi usado entre 1923 e 1939.
O florim neerlandês manteve-se como moeda nacional dos Países Baixos, até que foi substituído pelo euro em 1º. de janeiro de 2002. O florim das Antilhas Neerlandesas é, atualmente, o único florim em uso, que, após a Dissolução das Antilhas Neerlandesas, permaneceu como a moeda corrente dos novos países de Curaçao, São Martinho e, até 1º. de janeiro de 2011, Países Baixos Caribenhos.
Outros nomes de moeda que derivam do ouro de que são feitas:
- Złoty (historicamente, o polonês equivalente ao alemão gulden)
- Florim húngaro (historicamente, o húngaro equivalente do florim florentino)

O florim do Caribe é uma moeda proposta para Curaçao e São Martinho.